# Zeleste
Zeleste, autodefinida com a music lounge, va ser una sala de concerts creada l'any 1973 per Víctor Jou (amb la col·laboració del seu amic Pepe Aponte) al carrer de l'Argenteria (aleshores anomenat Platería), 65 de Barcelona (vegeu Casa Miquel Valldejuli). Va ser el punt central del moviment musical dels anys 1970 conegut com a música laietana i de la contracultura barcelonina. El 1986 van traslladar el local i es van establir al carrer dels Almogàvers del Poblenou (a l'antiga Fàbrica Huracan Motors). Després de certs problemes financers, la sala va tancar l'any 2000, i uns nous propietaris la van obrir amb el nom de Razzmatazz.

## Història
Al començament, es va pensar en el nom Celeste, la núvia de l'elefant de contes Babar. La Silvia Gubern, encarregada de crear el logotip, va demanar al seu fill de cinc anys que n'escrivís el nom, i el nen el va escriure amb Z. Així, en origen, el nom Zeleste volia ser infantil, tot i que amb el temps es va tendir a veure més aviat com a provocació i rebel·lia.
La sala Zeleste estava ubicada al costat de l'església de Santa Maria del Mar, aprofitant uns magatzems tèxtils. En aquella època no era una sala gran ni tenia un gran escenari; la importància raïa en l'opció musical, diferent a la típica proposada pel franquisme i que apostava per èxits internacionals i figures locals com Gato Pérez, Sisa i el showman Carles Flavià entre d'altres. També es va fer un lloc important com a sala de concerts de jazz, per la qual van passar figures com Bill Evans, Stan Getz, Machito, Gerry Mulligan o Carles Benavent, i on Tete Montoliu va gravar tres discs en directe. S'hi va fer el primer festival de música hindú de Barcelona.
Amb la proximitat amb la Via Laietana, aquesta sala va ser una de les que als anys 1970 va propiciar la música laietana, precursora o iniciadora del rock català, i va impulsar i organitzar durant tres anys, juntament amb Pebrots, el Festival Canet Rock. S'hi van crear formacions com la Companyia Elèctrica Dharma i l'Orquestra Plateria (1974). La sala era un referent no només a Barcelona sinó a tot Espanya.
Als anys 1980 hi van arribar la movida madrilenya i el pop espanyol, en una època en què a Catalunya es feia més aviat un altre tipus de música, més hippy i de cançó, i aquest moviment madrileny era vist com a hortera. Però Zeleste també acollia bandes de rock, punk i mods, com ara Loquillo, Los Rebeldes i El Último de la Fila.
L'any 1986 es tancà el local del carrer de l'Argenteria, i Víctor Jou en va obrir un de nou i molt més gran al carrer dels Almogàvers del Poblenou, en una antiga fàbrica de vehicles (vegeu Fàbrica Huracan Motors). Aquesta té tres sales diàfanes i molt grans que poden arribar a acollir més de 3.000 persones en total. La sala principal, amb una capacitat d'unes 2.000 persones, va convertir Zeleste en una de les poques sales de concerts grans a Barcelona (sense arribar als macroconcerts que es poguessin fer a l'estadi, per exemple) i que per tant oferia la possibilitat d'acollir concerts de formacions de gran èxit. Alguns dels que hi han passat són Paul McCartney, Yoko Ono, James Taylor, Oasis, Pj Harvey, Tricky, Sugarcubes, Björk, Siouxie, Bauhaus, Juan Luis Guerra, Els Pets, Sopa de Cabra, Blur, Radiohead, Sangtraït, etc.
L'any 2000, Zeleste tenia un deute d'uns 130 milions de pessetes amb la Seguretat Social, més un altre d'uns 6 milions de lloguer, molt més petit però suficient per a fer-los fora del local. El mateix any, la sala va reobrir amb nous propietaris, uns quants canvis cosmètics i un nou nom: Razzmatazz.